# Robert Kempner
Robert Max Wasilii Kempner (Freiburg, 17 de outubro de 1899 – Königstein im Taunus, 15 de agosto de 1993) foi um bem sucedido advogado judeu em Berlim durante os anos de 1920 que depois se tornou o principal conselheiro jurídico da polícia prussiana. Kempner participou da investigação e processo contra Adolf Hitler e Wilhelm Frick, em 1924, na sua tentativa de derrubar o governo alemão, no Beer Hall Putsch. Na altura ele recomendou a dissolução do Partido Nacional Socialista dos Trabalhadores Alemães. Mais tarde estudou na Itália e imigrou para os Estados Unidos.
Após a II Guerra Mundial Kempner regressou à Alemanha, sua terra natal, para servir como conselheiro-chefe assistente dos Estados Unidos durante o Tribunal Militar Internacional em Nuremberg. Ele também apareceu como uma testemunha especializada no julgamento de Adolf Eichmann em Jerusalém em 1961.